# Королёв, Олег Валентинович
Оле́г Валенти́нович Королёв (род. 8 февраля 1975, Смоленск, СССР) — советский и российский футболист, вратарь, тренер.

## Карьера

### Игровая
Воспитанник смоленского футбола. Первый тренер — Евгений Иванович Старовойтов. Начинал карьеру в 1991 году в местной «Искре». В 1993—2002 годах защищал цвета смоленского «Кристалла». Летом 1999 года был арендован «Оазисом». 15 июня 2002 года вышел на поле в качестве нападающего в кубковом матче против клуба «Псков-2000» (2:1). В 2003 году перешёл в «Балтику». Покинул клуб из-за конфликта с тогдашним директором Дмитрием Чепелем. В 2004 году подписал контракт с клубом «Луч-Энергия», с которым стал победителем Первого дивизиона. В 2006 году вернулся в «Балтику», в которой завершил карьеру.

### Тренерская
В 2008 году был главным тренером смоленского «Днепра».

## Достижения
- Победитель Первого дивизиона: 2005
- Серебряный призёр зоны «Центр» Второго дивизиона: 1996
- Победитель 4-й зоны Третьей лиги: 1994

## Личная жизнь
Жену зовут Оксана. В 1997 году родилась дочь Анастасия.